# Sporobolus macer
Sporobolus macer là một loài thực vật có hoa trong họ Hòa thảo. Loài này được (Trin.) Hitchc. miêu tả khoa học đầu tiên năm 1915.